# Räuchermann

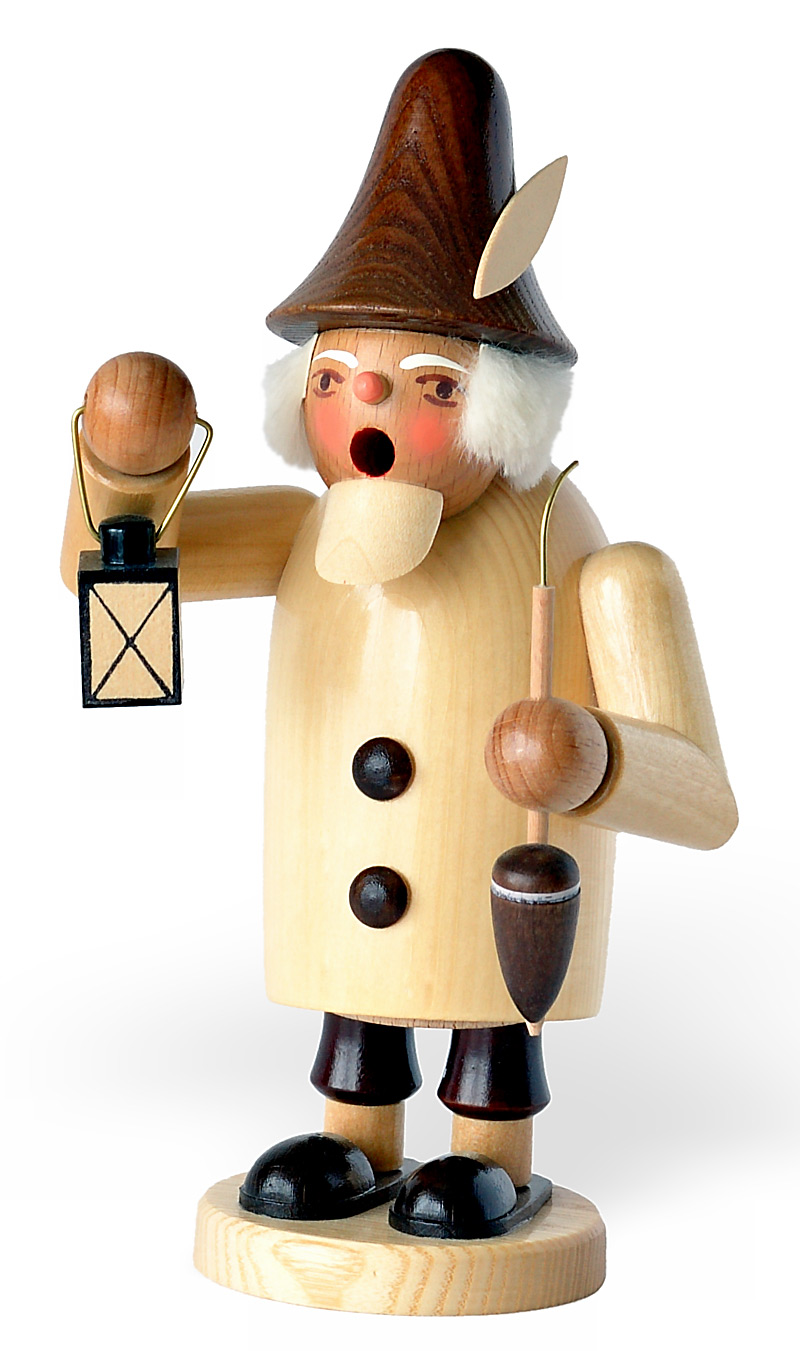
Räuchermann.

Un Räuchermann (pronunciado ['rɔ͡ʏçɐman]; plural Räuchermänner, 'hombre fumador' en alemán) o Räuchermännchen (['rɔ͡ʏçɐmɛnçən]; 'hombrecillo fumador'), también llamado Raachermannel en el dialecto del Erzgebirge, es un ornamento navideño originario de dicha región sajona y popular en la parte oriental de Alemania. Consiste en una figurita antropomorfa de madera que sostiene una pipa. Suelen representar a profesionales de oficios tradicionales de la región, como soldados, mineros, caldereros o guardas forestales. En su interior arde un pequeño cono de incienso, cuyo humo es expulsado por la pipa del muñeco. La primera mención documentada de un Räuchermann data de 1830.
Antes de su invención, ya era costumbre en el Erzgebirge quemar incienso en los hogares en esas fechas. Los Räuchermännchen adornan en Navidad las casas de esta zona minera junto con los Schwibbogen (candelabros ornamentales de varios brazos), figuritas de mineros y ángeles, y pirámides navideñas.  

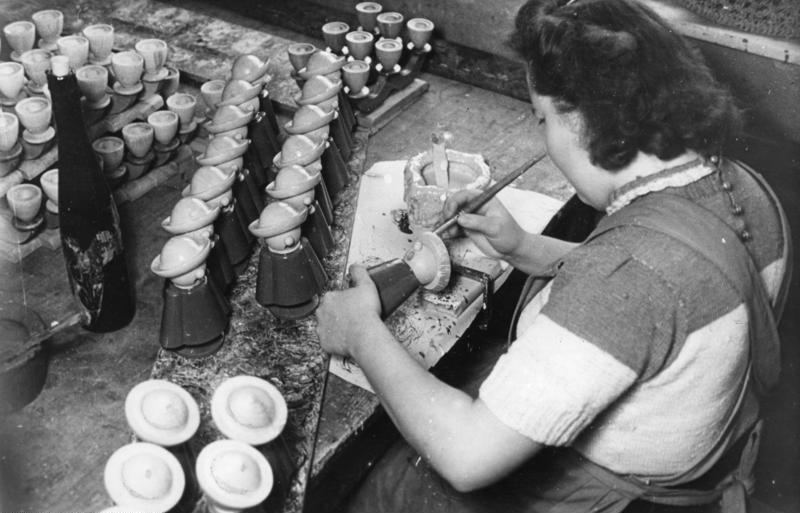
Artesano pintando a mano Räuchermänner en Seiffen (1947).
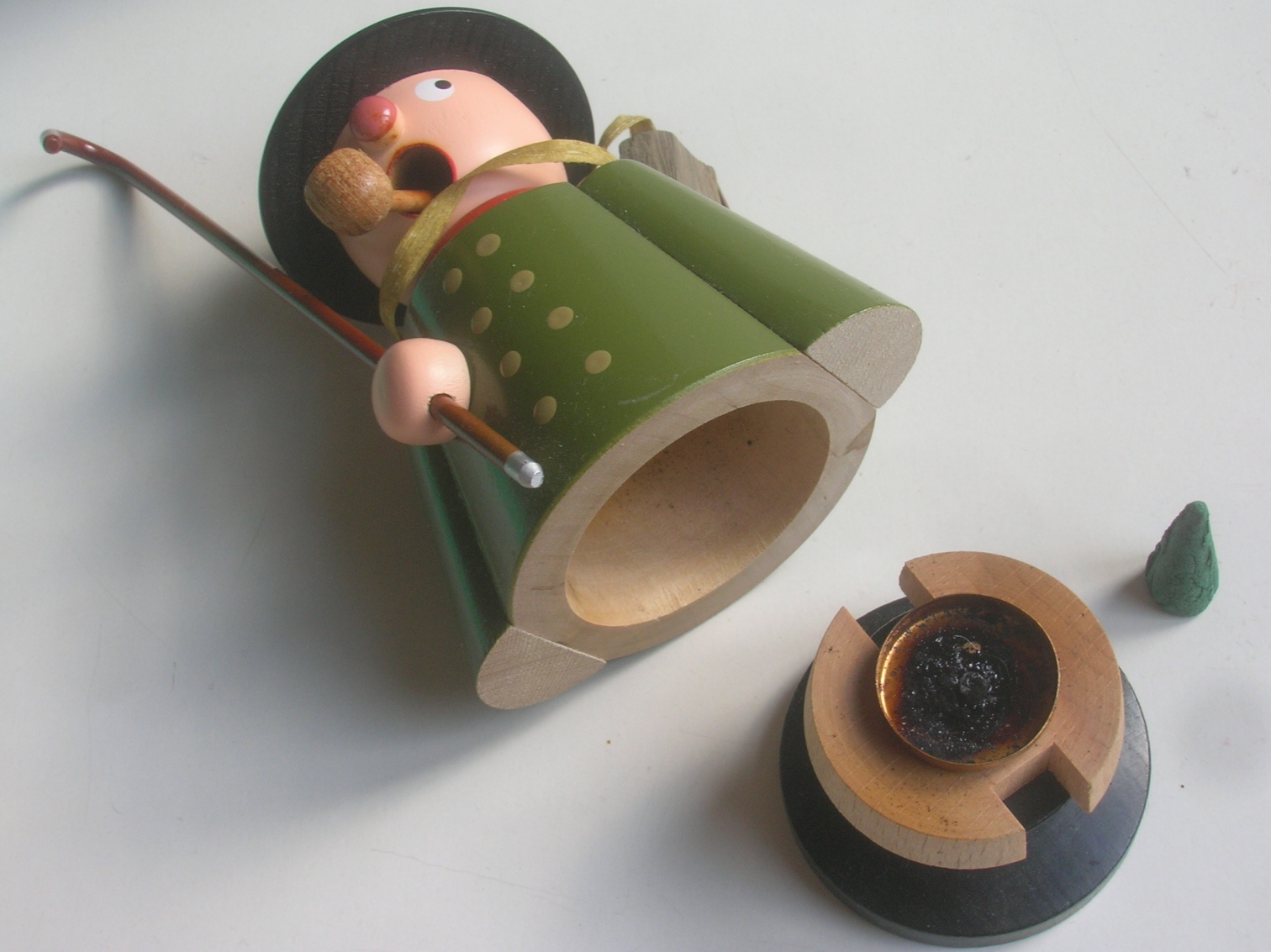
Räuchermann abierto.